# Bathippus sedatus
Bathippus sedatus är en spindelart som beskrevs av George William Peckham och Elizabeth Maria Gifford Peckham 1907. Bathippus sedatus ingår i släktet Bathippus och familjen hoppspindlar. Inga underarter finns listade.